# Inclined Plane Bridge
Die Inclined Plane Bridge ist eine 232 Fuß (70,8 m) lange Durchlaufträger-Fachwerkbrücke, die den Stonycreek River in Johnstown im Cambria County im US-Bundesstaat Pennsylvania überquert. Sie verbindet die Stadt mit der Talstation der Johnstown Inclined Plane, einer Standseilbahn. Die Brücke wurde am 22. Juni 1988 im Rahmen der Highway Bridges Owned by the Commonwealth of Pennsylvania, Department of Transportation TR in das National Register of Historic Places aufgenommen. Im Jahr 1997 wurde sie für den Historic American Engineering Record (HAER) dokumentiert.

## Geschichte
Am 31. Mai 1889 kollabierte die South-Fork-Talsperre am Little Conemaugh River oberhalb von Johnstown, nachdem starke Regenfälle zum Ansteigen des Wasserstandes geführt hatten. Die resultierende Flutwelle verwüstete die Stadt und mehr als 2000 Bewohner des Tales kamen um. Als die Stadt wiederaufgebaut wurde, begann die Cambria Iron Company damit, Wohnhäuser auf dem Yoder Hill zu bauen, der die Stadt überragte. Um trotz des steilen Hangs eine einfache Zugangsmöglichkeit für die neue Siedlung Westmont zu schaffen und gleichzeitig für eine Fluchtmöglichkeit bei künftigen Überschwemmungskatastrophen zu sorgen, entschied sich das Unternehmen zum Bau einer Standseilbahn. Um die Talstation dieser Bergbahn an die Stadt anzubinden, war der Bau einer Brücke notwendig, da Stadt und Talstation auf den entgegensetzten Ufern des Stonycreek River lagen.
Die Bauarbeiten begannen am 11. Juni 1890, und die Ausschachtungen für die Widerlager der Brücke wurden eine Woche später fertiggestellt.
Am 17. März 1936 drängten sich fast 4000 Menschen auf der Brückenrampe, der Brücke selbst sowie auf zahlreichen Booten zusammen, um sich mit der Bergbahn auf höheres Gelände in Sicherheit zu bringen, weil Stoneycreek River und Conemaugh River über die Ufer getreten waren. Weiter flussabwärts hatte dieses Hochwasser in Pittsburgh verheerende Folgen.
Die Works Progress Administration teilte im Oktober 1936 17.812 US-Dollar zu, um die Brückenrampe auszubessern sowie Geländerpfosten, Handläufe und die Fahrbahndecke auszutauschen. Das Pennsylvania Department of Highways, der Vorläufer des Pennsylvania Department of Transportation (PennDOT), kaufte die Brücke 1964 an. Vom 1. September 2000 an investierte PennDOT 2,3 Millionen US-Dollar in die Erneuerung der Brücke und der zu ihr führenden Straße. Die Arbeit wurde von April bis September 2001 unterbrochen, um den Betrieb der Bergbahn in den Sommermonaten zu ermöglichen. Abgeschlossen wurden die Erneuerungsmaßnahmen am 14. Dezember 2001.

## Design
Beim Bau der Inclined Plane Bridge wurden Teile aus Schmiedeeisen und Stahl miteinander vernietet, um so eine Fachwerkbrücke mit durchlaufenden Pennsylvania-Trägern zu bilden. Ein Pennsylvania-Träger (oder Petit-Träger) ist im Prinzip ein Pratt-Träger, bei dem die äußeren Längsträger polygonal gesetzt werden und unterteilende Felder haben, um den Träger unter schwerer Belastung zu verstärken. Mit einer Länge von 232 Fuß (70,8 m) ist die Inclined Plane Bridge relativ kurz für eine Pennsylvania-Träger-Brücke, die üblicherweise nur mit einer Länge zwischen 250 und 600 Fuß gebaut wurden.

## Belege
1. ↑  Federal Highway Administration: Place Name: Johnstown, Pennsylvania; NBI Structure Number: 113022001000000; Facility Carried: SR 3022; Feature Intersected: Stoneycreek River. In: National Bridge Inventory. Nationalbridges.com (Alexander Svirsky), 2010, abgerufen am 25. Januar 2011 (englisch). (Scraping-Version der amtlichen Website: PA09.txt. Federal Highway Administration, 2009, abgerufen am 25. Januar 2011 (englisch).)
2. 1 2  Gruen, S. 2.
3. ↑  Gruen, S. 6.
4. ↑  Gruen, S. 8–9.
5. ↑  Gruen, S. 9.
6. ↑  Kenneth C Springirth: Johnstown Trolleys and Incline (= Images of Rail). Arcadia, Charleston, South Carolina 2006, ISBN 0-7385-4583-X, S. 118 (englisch).
7. ↑  J. Dain Davis, Pennsylvania Department of Transportation: Bridge in Johnstown City. (PDF; 247 kB) In: Pennsylvania Historic Resource Survey Form. Pennsylvania Historical and Museum Commission, 20. September 1982, S. 4, abgerufen am 26. Januar 2011 (englisch).
8. 1 2 3  Gruen, S. 7.